# Čast
Čast (latinski honor) apstraktni je pojam koji postavlja osjećaje vrijednosti i uvaženosti koji utječe na društveni položaj i na samovrjednovanje nekog pojedinca ili nekog korporativnog tijela kao na primjer: obitelj, škola, vojna jedinica ili država. Prema tome pojedinicima (ili korporativnim tijelima) dodjeljuju se vrijednosti i ugled koja je u skladu prema njihovim izvršavanjem zadaća koja su zadana kodeksom časti, te moralnim kodeksom zajednice u cjelini.